# Maizuru
Maizuru (舞鶴市?, Maizuru-shi) è una città giapponese della prefettura di Kyoto.

## Film ambientati a Maizuru
- Meitantei Conan - Zekkai no private eye (2013)

## Citazioni letterarie
Maizuru è la città in cui vive il protagonista del noto romanzo Il padiglione d'oro dello scrittore giapponese Yukio Mishima.